# Big Band Bossa Nova
Big Band Bossa Nova è un album in studio del musicista statunitense Quincy Jones, pubblicato nel 1962.

## Tracce
1. Soul Bossa Nova (Quincy Jones)
2. Boogie Stop Shuffle (Charles Mingus)
3. Desafinado (Antônio Carlos Jobim, Newton Mendonça)
4. Manhã De Carnaval (Morning Of The Carnival) (Luiz Bonfá, Antonio Maria)
5. Se É Tarde Me Perdoa (Forgive Me If I'm Late) (Ronaldo Boscoli, Carlos Lyra)
6. On the Street Where You Live (Frederick Loewe, Alan Jay Lerner)
7. One Note Samba (Samba De Uma Nota So) (Antônio Carlos Jobim, Newton Mendonça)
8. Lalo Bossa Nova (Lalo Schifrin)
9. Serenata (Leroy Anderson, Mitchell Parish)
10. Chega de Saudade (Antônio Carlos Jobim, Vinícius de Moraes)
11. A Taste of Honey (Bobby Scott, Ric Marlow)